# Красногригорівська волость
Красногригорівсьска волость — історична адміністративно-територіальна одиниця Катеринославського повіту Катеринославської губернії.
Станом на 1886 рік складалася з єдиного поселення та єдиної сільської громади. Населення — 4476 осіб (2206 чоловічої статі та 2270 — жіночої), 1504 дворових господарств.
|                    | Площа, десятин | У тому числі орної, дес. |
| ------------------ | -------------- | ------------------------ |
| Сільських громад   | 13 185         | 7 686                    |
| Казенної власності | 3 212          | —                        |
| Іншої власності    | 191            | 190                      |
| Загалом            | 16 588         | 7 876                    |

Єдине поселення волості:
- Красногригорівка (Чернишова) — село при річках Річище, Томаківці, Ревуні та притоках Річищі, Прочній, Тарасі, в 110 верстах від повітового міста, 4476 осіб, 800 дворів, церква православна, 2 школи, 3 лавки, 2 ярмарки на рік. За 8 верст — поштова станція.

За даними на 1908 рік кількість поселень не змінилась, населення волості зросло до 5506 осіб (2755 чоловічої статі та 2761 — жіночої), 813 дворових господарств.